# SRTM-Daten
SRTM-Daten sind Fernerkundungsdaten der Erdoberfläche, die bei der STS-99 Shuttle Radar Topography Mission (SRTM) im Februar 2000 durch Radar aus dem Weltraum aufgezeichnet wurden. Sie dienen dazu, ein einheitliches, hochauflösendes digitales Geländemodell der Erdoberfläche zu erstellen.
An 11 Tagen wurden die Landflächen zwischen dem 60. nördlichen und 58. südlichen Breitengrad erfasst. Durch die Bahnneigung der Umlaufbahn bedingt konnten die Polregionen nicht erreicht werden. 

## Erfassung der Daten

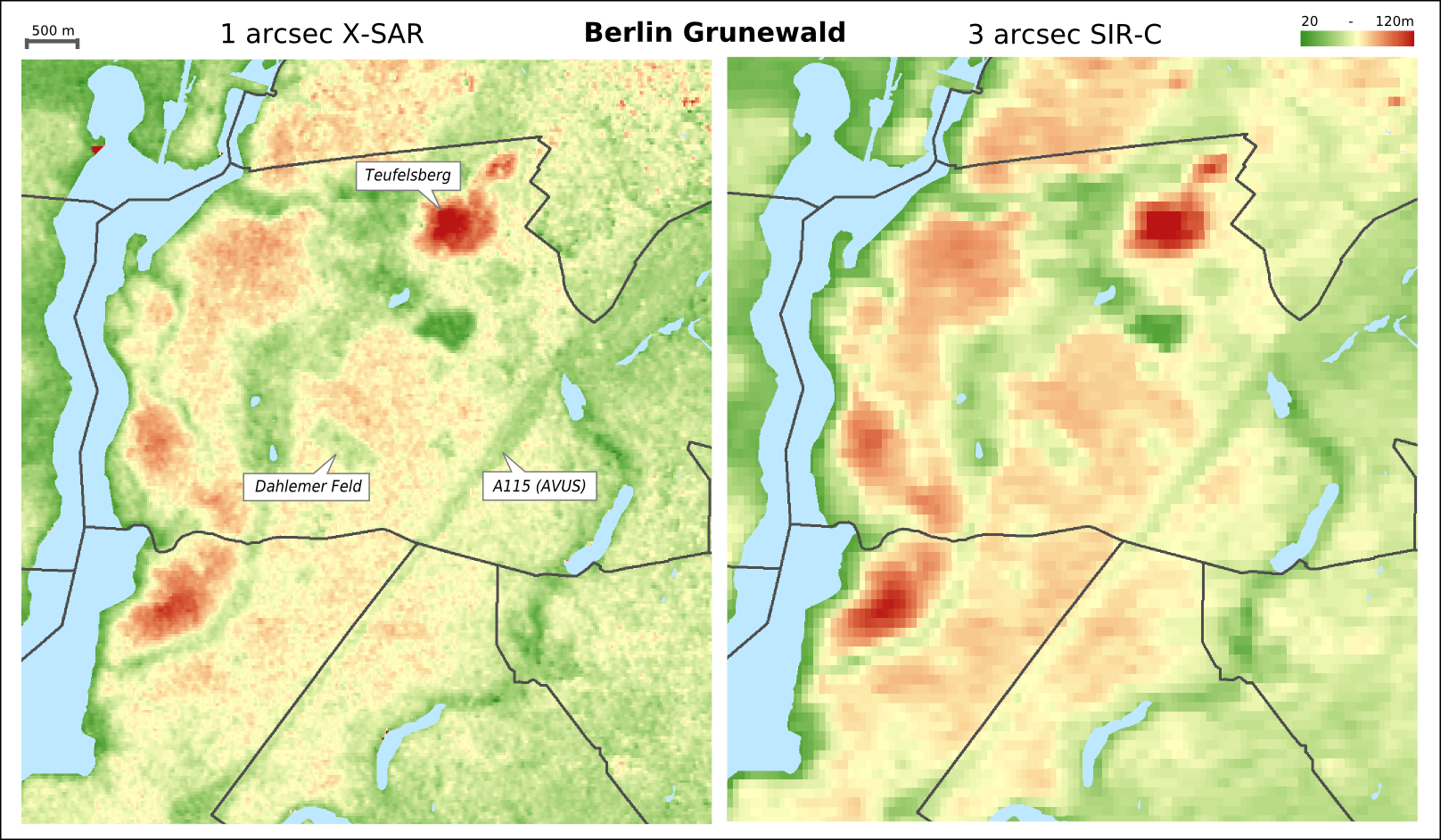
Vergleich der X-SAR (links) und SIR-C (rechts) Daten für den Berliner Grunewald

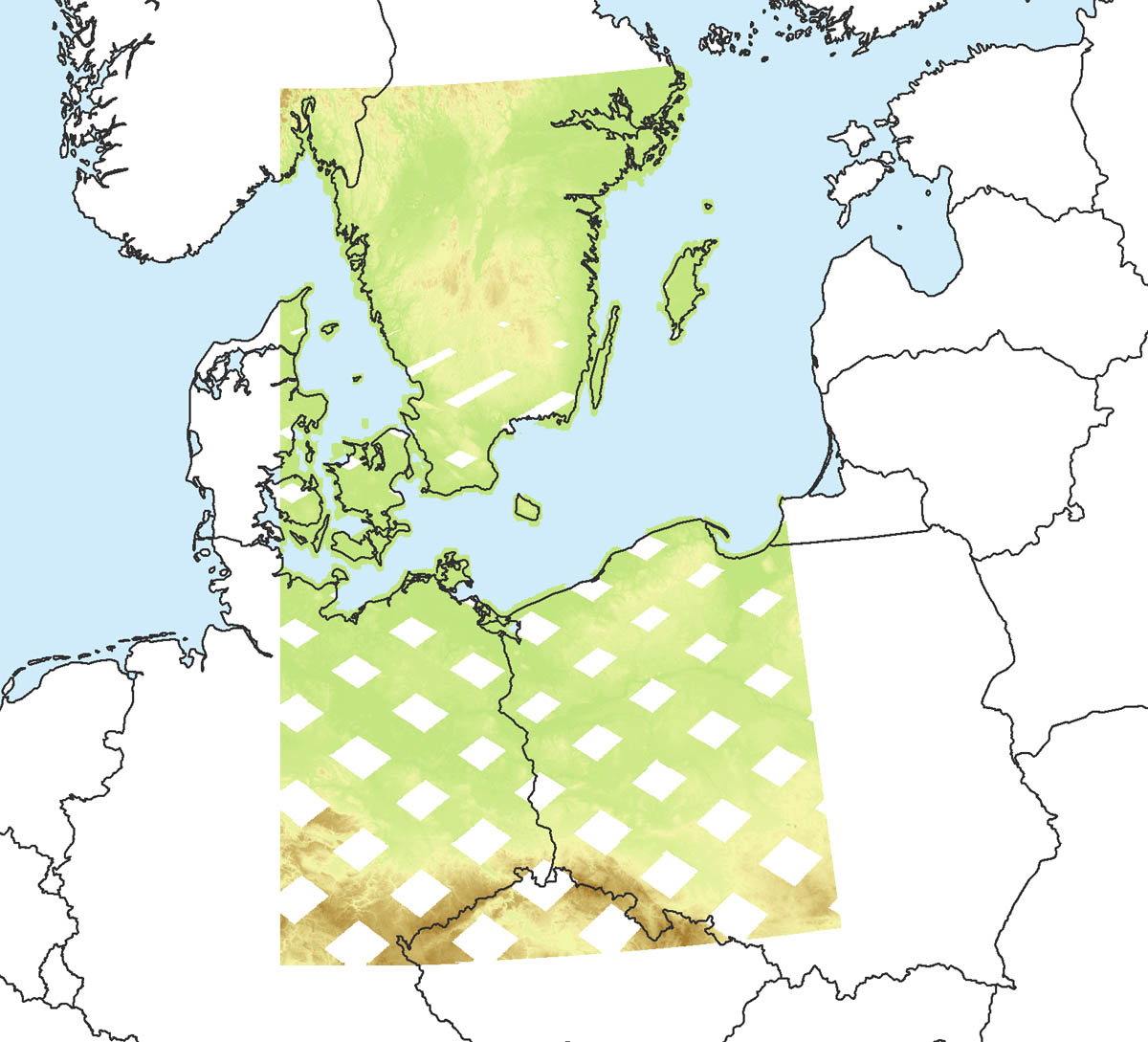
Das X-SAR deckt nur 40 % der Erdoberfläche ab. Deutlich zu erkennen die streifenweisen Footprints (Schwad), bedingt durch die Umlaufbahnen des Shuttles

Das Radarsystem der SRTM gehörte zur Missionsausrüstung des Space Shuttle Endeavour auf der Mission STS-99. Es bestand aus zwei Komponenten:
- Das SIR-C (Spaceborne Imaging Radar C-band), entwickelt von der NASA, produzierte Daten von annähernd 100 % der vermessbaren Erdoberfläche[2] mit einer horizontalen Auflösung von etwa 30 Metern und einer Höhengenauigkeit von etwa 6 Metern. Die produzierten Daten wurden vom Jet Propulsion Laboratory der NASA ausgewertet und sind beim US Geological Survey (US-amerikanischer Geologischer Dienst) teilweise als Public Domain kostenfrei im Internet verfügbar.
- Das X-SAR (Synthetic Aperture Radar for X-band) vom Deutschen Zentrum für Luft- und Raumfahrt, dessen Daten eine höhere Genauigkeit aufweisen, jedoch nur 40 % der Erdoberfläche abdecken. Die mittels Synthetic Aperture Radar erfassten Höhendaten geben die Oberflächenform der Erde einschließlich Bewuchs und Bebauung wieder, was zu entsprechenden Abweichungen zum Boden führt.

Diese Art der Fernerkundung hat im Gegensatz zur Anfangszeit der Geodäsie große Vorteile: Zuvor wurde die Höhe und Position eines Ortes auf der Erdoberfläche mittels Triangulation anhand von Referenzpunkten ermittelt. Das ist mit viel Aufwand verbunden, da die Messpunkte jeweils in Sichtweite liegen müssen. Weit entfernte Orte mussten somit mittels Zwischenschritten erfasst werden, unzugängliches Gelände konnte teilweise gar nicht oder nur unzureichend vermessen werden.

## Daten des United States Geological Survey

### Datenformat und Auflösung USGS-Daten
Zunächst stellte der USGS für die freie Nutzung zwei unterschiedliche Datensätze zur Verfügung: SRTM-1 und SRTM-3
- Für die gesamte vermessene Fläche sind die Daten mit einer Auflösung von einer Bogensekunde in Länge und Breite verfügbar (SRTM-1). Diese Daten werden in Stücken von 1 Grad × 1 Grad mit einer Größe von 3601 × 3601 Pixel angeboten.
- Zusätzlich werden die Daten mit einer reduzierten Auflösung von 3 Bogensekunden angeboten (SRTM-3). Die Größe der 1-×-1-Grad-Stücke beträgt hier 1201 × 1201 Pixel.
- Das Benutzerinterface des USGS erlaubt zudem eine frei definierbare rechteckige Auswahl beliebiger Gebiete, für welche die Datensätze individuell zusammengestellt und an den Benutzer übertragen werden.[3]
Anmerkung: Am Äquator entspricht eine Bogensekunde ungefähr 30 Meter bzw. drei Bogensekunden etwa 90 Meter. Zu den Polen hin nimmt der Abstand zwischen den Längengraden ab (siehe Abweitung).

Die Datensätze werden als Matrizen von 16-bit-Integer-Zahlen (Big-endian-Byte-Reihenfolge) auf den FTP-Servern des USGS angeboten. Außerdem sind sie an verschiedenen Stellen in anderen Dateiformaten verfügbar. Die Höhendarstellung erfolgt in Metern. Pixel, für die keine Höheninformation existiert, sind mit dem Wert −32768 versehen.
Die Höhenangaben der Oberflächenvermessung beziehen sich auf das weltweit einheitliche Referenzsystem WGS84 EGM96 Geoid, die horizontale Georeferenzierung erfolgt mit WGS84 als geodätisches Datum. Bereits bestehende, national erfasste Höhenmodelle hatten im Gegensatz dazu unterschiedliche Bezugssysteme, was deren Weiterverarbeitung erschwerte.
Im Zuge des Klimagipfels 2014 verkündete die US-Regierung, innerhalb eines Jahres SRTM-1 Daten auch für die Gebiete außerhalb der USA frei zur Verfügung stellen zu wollen. Mit Freigabe der Daten für den Nahen Osten wurde am 7. August 2015 die Ankündigung vollständig umgesetzt. Die alten Datensätze sind jedoch weiterhin abrufbar.

### Dateinamen USGS-Daten
Die USGS-Dateinamen (Beispiel: „N53E009“ für 53° Nord geographische Breite und 9° Ost (East) geographische Länge) beziehen sich auf die Länge und Breite der unteren linken Ecke des dargestellten Datenfeldes, also des Bildpixels (1,1).

### Datenversionen USGS-Daten
Die zunächst veröffentlichten Daten (Version 1) weisen neben Fehlpixeln ohne Höheninformationen auch andere Messfehler auf und Wasserflächen haben keinen konstanten Höhenwert. 2005 wurden die Daten deshalb mit verbesserter Qualität neu herausgegeben (Version 2). 2009 wurde die Version 2 erneut überarbeitet und als Version 2.1 herausgegeben.
2013 wurde Version 3 als SRTM Plus veröffentlicht, fehlende Daten wurden durch ASTER GDEM und USGS GMTED2010 und hat eine Auflösung von ca. 30 Metern.

### Urheber- und Nutzungsrechte USGS-Daten
Die vom USGS veröffentlichten Daten sind als Public Domain zum Herunterladen kostenfrei verfügbar und dürfen uneingeschränkt verwendet werden: USGS-authored or produced data and information are in the public domain. Die nicht veröffentlichten Daten mit einer Bogensekunde Auflösung von Gebieten außerhalb der USA unterliegen der Kontrolle des US-Verteidigungsministeriums.

## Verfügbarkeit X-SAR-Daten
Die vom X-SAR erfassten Daten kann man beim DLR kostenfrei im DTED-Format herunterladen.

### Datenqualität X-SAR-Daten
Die Auflösung der X-Band-Höhendaten des DLR beträgt horizontal 25 m und vertikal 1 m. Die Genauigkeit beträgt horizontal 20 m absolut, 15 m relativ und vertikal 16 m absolut, 6 m relativ.

### Urheber- und Nutzungsrechte X-SAR-Daten
Die X-Band-Höhendaten des DLR dürfen selbst nicht weitergegeben werden. Aus den Daten abgeleitete Werke (Karten o. Ä.) unterliegen jedoch außer der Verpflichtung zur Quellenbenennung keinen Nutzungsbeschränkungen.

## SRTM Schwachpunkte
Aus technischen Gründen ist der Datenbestand fehlerhaft:
- Die Höhendaten geben die Oberflächenstruktur der Erde wieder. Das muss nicht der Höhe des Erdbodens entsprechen, siehe Bewuchs, Bebauung usw.
- An einigen Stellen, wo die Messungen zu starke Fehler ergaben oder die empfangene Strahlung zu gering war, weisen die Daten „Löcher“ auf (Fehlpixel). Dafür kommen mehrere Ursachen in Frage: In Gebieten mit starken Geländeneigungen wurde die gesendete Energie durch Spiegelreflexion in eine andere Richtung als zurück zum Radar reflektiert. Auf sehr flachen Wasser-, Eis- oder Sandflächen wurden die Sendeimpulse durch diffuse Streuung so stark zerstreut, dass das an dem Radarempfänger die Echosignale zu klein waren, um erkannt zu werden. Sehr dichte und dauerhafte Bewölkung verhinderte durch enthaltene Eispartikel (beispielsweise in Gewitterwolken) die „Sicht“, das heißt, die Durchgangsdämpfung in solchen Gebieten ist für elektromagnetische Wellen zu groß, so dass keine Echosignale empfangen werden konnten.
- Das horizontale Raster von etwa 90 Metern × 90 Metern gibt kein vollständiges Abbild der Orografie wieder. Punkte, die zwischen den Rasterpunkten liegen, müssen bei der weiteren Verarbeitung interpoliert werden, idealerweise unter Verwendung höherauflösender Informationen.
- Durch das verwendete Höhenreferenzmodell weisen manche Programme eine falsche Küstenlinie aus, da die Null-Meter-Marke der Daten nicht mit der lokalen Meeresspiegelhöhe in der Realität übereinstimmen muss. Die Lagequalität der Küstenlinien wurde in der Neuveröffentlichung der Daten im Jahr 2005 verbessert und die verwendeten Küstenlinienkarten wurden veröffentlicht.

## Korrektur der Fehlpixel
Um die Stellen zu füllen, für die keine Höheninformation bestimmt werden konnte (Fehlpixel), sind verschiedene Verfahren üblich:
- Interpolation aus den vorhandenen Werten. Das führt insbesondere bei größeren Lücken in Gebirgsregionen zu Ungenauigkeiten.
- Korrektur mittels Daten aus anderen Quellen. Die Qualität der Ergebnisse bei dieser Methode hängt wesentlich von der Qualität dieser Daten ab. Die Abweichung der Höhenwerte in den SRTM-Daten durch Bewuchs und Bebauung von konventionell ermittelten Höhendaten ist ebenfalls zu beachten.

## Software
Der USGS lieferte zum Betrachten die Public-Domain-Software dlgv32Pro, die kommerziell als Software Global Mapper vertrieben wird. Daneben gibt es diverse andere kommerzielle und nichtkommerzielle Software (Freeware, Shareware), die SRTM-Daten verarbeiten kann. 

## Beispiele

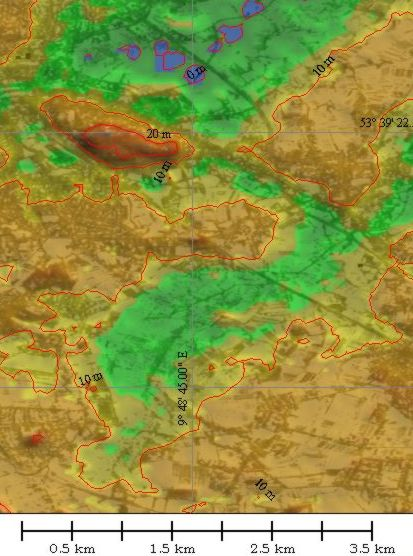
Höhendarstellung mit Isohypsen: Das Bild zeigt einen Ausschnitt einer SRTM-Datei überlagert mit einem SPOT-Bild der Region Pinneberg. Die namensgebende Erhebung der Stadt ist in dem sonst flachen Gebiet gut erkennbar.
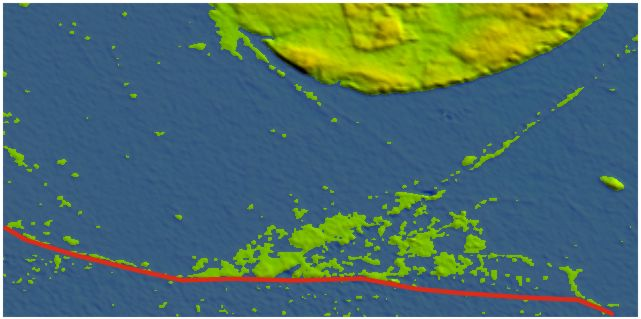
Fehlerhafter Küstenverlauf: Im Bild dargestellt ist ein Bereich der Elbmündung. Die rote Linie markiert den realen Uferverlauf, die Elbe verläuft südlich dieser Linie.
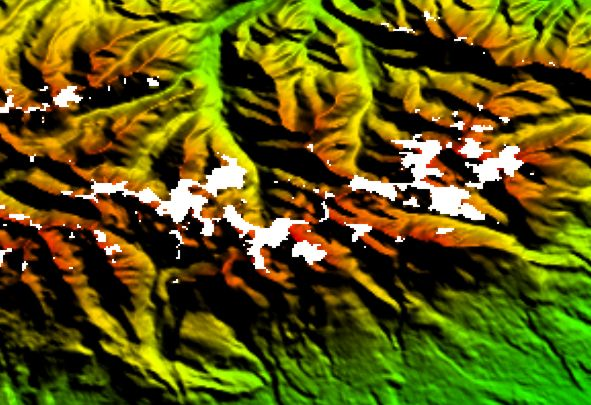
Fehlpixel: Im Bild fehlen die Berggipfel der Hohen Tatra aufgrund von Totalreflexion der Radarwellen. Dieser Effekt kann durch Eis- oder Schneeflächen sowie bei steilen Gebirgshängen auftreten. Ebenso können Wasserflächen zu Fehlpixeln führen.
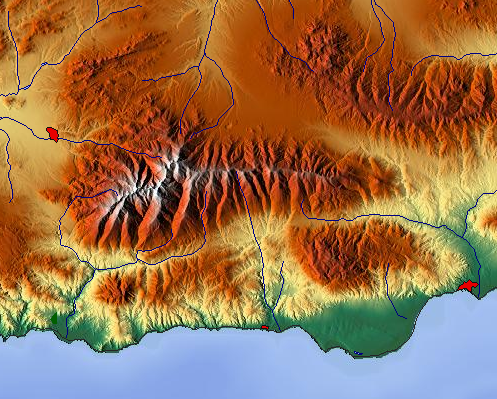
Höhenkarte der Sierra Nevada von Maps-For-Free berechnet aus SRTM-Höhendaten
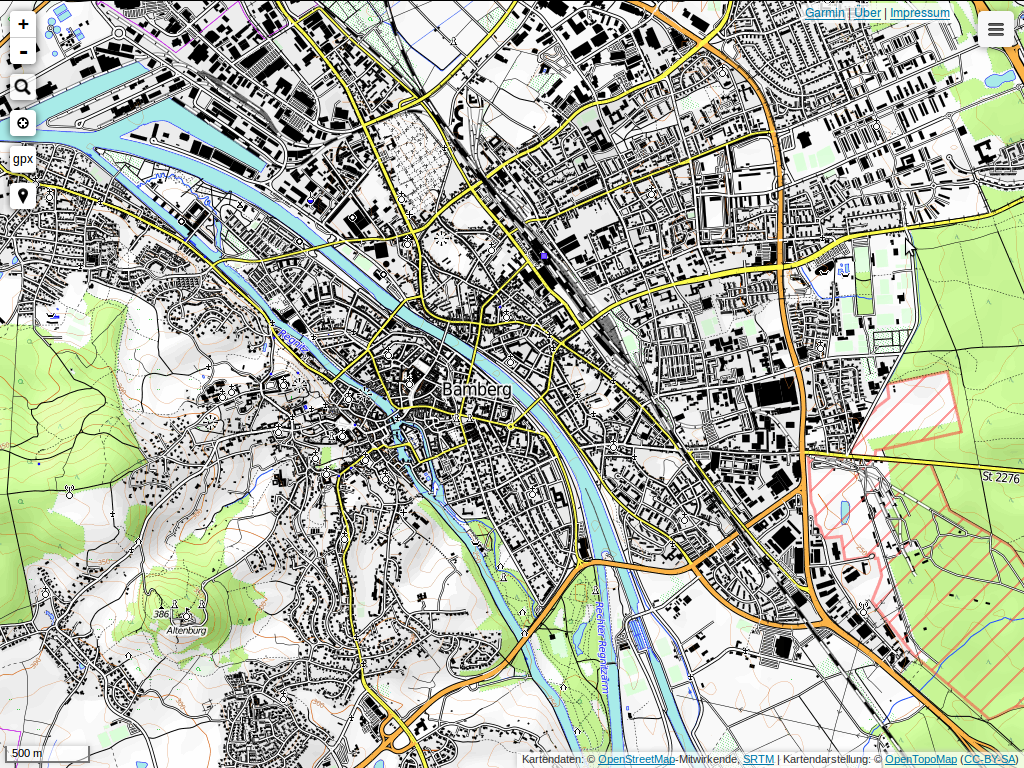
Schummerung und Höhenlinien aus SRTM-Daten in einer OpenStreetMap-Karte (OpenTopoMap)

### Datenquellen
- SRTM-Daten, Originaldatensätze:
  - dds.cr.usgs.gov, United States Geological Survey USGS (SIR-C-Daten)
  - geoservice.dlr.de, Deutsches Zentrum für Luft- und Raumfahrt (X-SAR-Daten)
- SRTM and Void Data – nachbearbeitet und mit Korrektur der Fehlpixel durch Interpolation:
  - srtm.csi.cgiar.org, CGIAR – Consortium for Spatial Information CGIAR-CSI
  - ambiotek.com, King’s College London (CGIAR-Daten als KML für Google Earth)
  - esdac.jrc.ec.europa.eu, European Commission – DG JRC (CGIAR-Daten via WMS-Viewer, nur Europa)